# Irina Davydovová
Irina Andrejevna Davydovová (rusky Ирина Давыдова; * 27. května 1988) je ruská atletka, která se specializuje na běh 400 metrů překážek.

## Kariéra
Jejím prvním mezinárodním úspěchem byla v roce 2009 účast na evropském šampionátu do 23 let v litevském Kaunasu, kde ve finále obsadila časem 56,75 s 5. místo. V roce 2011 získala na světové letní univerziádě v čínském Šen-čenu stříbrnou medaili, když ve finále byla rychlejší jen Ukrajinka Jaroščuková.
V halové sezóně roku 2012 se zúčastnila halového MS v Istanbulu, kde v běhu na 400 metrů skončila její cesta v semifinále. V témže roce si vylepšila v Soči osobní rekord na čtvrtce s překážkami na 53,87 s. Na ME v atletice do Helsinek odcestovala jako držitelka nejlepšího času a jako jedna z kandidátek na medaili. Na evropském šampionátu zaběhla v semifinále nejrychlejší čas (54,68 s) a postoupila do osmičlenného finále. V něm si nakonec vylepšila o deset setin sekundy osobní maximum a časem 53,77 s vybojovala zlatou medaili před Denisou Rosolovou (54,24 s) a Ukrajinkou Annou Jaroščukovou (54,35 s).

### Osobní rekordy
- 400 m (hala) – 51,94 s  – 22. února 2012, Moskva
- 400 m přek. – 53,77 s – 29. června 2012, Helsinky